# Dr. Trenkler & Co.

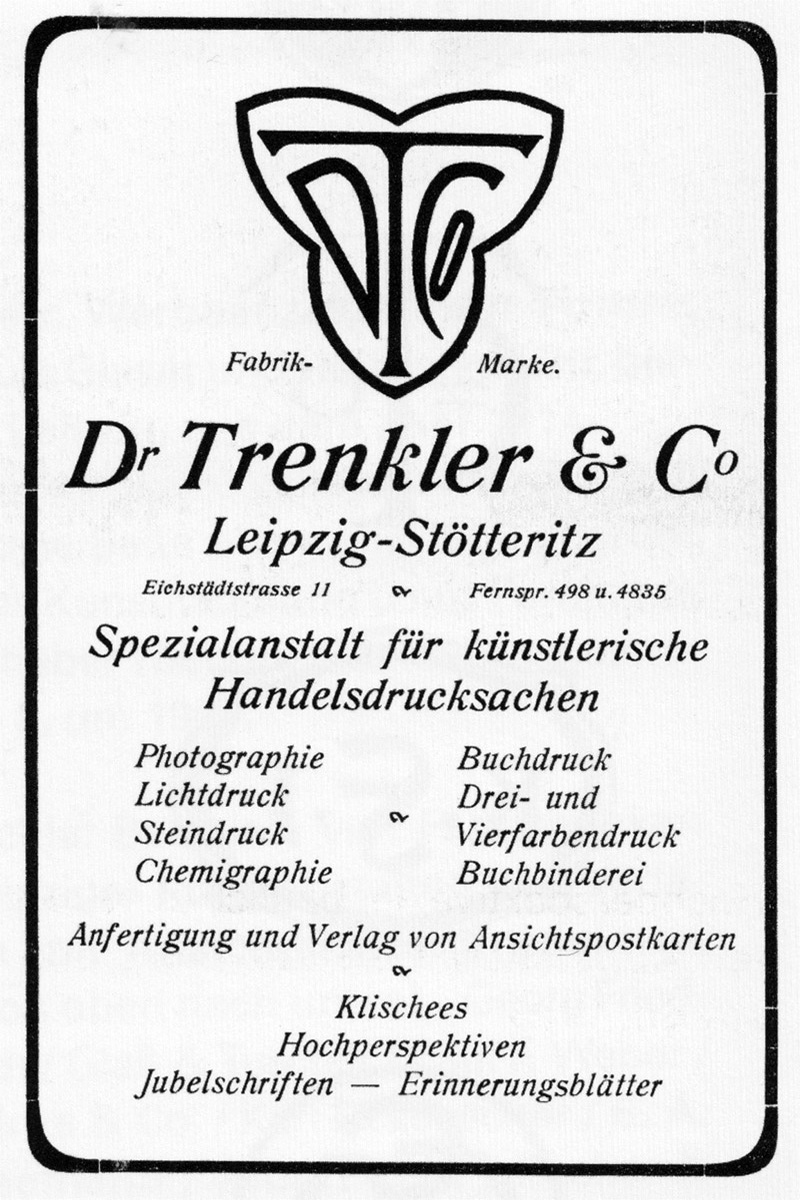
Anzeige von 1907 mit dem Unternehmenslogo

Die Graphische Kunstanstalt Dr. Trenkler & Co. war ein grafischer Großbetrieb in Leipzig, sein bekanntestes Produkt waren Ansichtskarten. Fotoaufnahmen privater und gewerblicher Art, Produktkataloge und Werbeschriften, Reklamemarken und Druckplatten aller Art gehörten ebenfalls zum Produktionsumfang. Die Hauptproduktionsphase reichte vom Beginn des 20. Jahrhunderts bis in die 1920er Jahre.

## Geschichte

### Die Anfänge
Der Chemiker Bruno Trenkler (1863–1926) studierte an der Julius-Maximilians-Universität Würzburg und promovierte dort 1887. 1894 gründete er in Leipzig eine kleine Druckerei. Zunächst mietete er Räume im Gebäude Dorotheenstraße 5/7 (der heutigen Cäcilienstraße; Karte) im Leipziger Stadtteil Neureudnitz (Erweiterung von Reudnitz). Dort beschäftigte Trenkler anfangs fünf Arbeiter.
Trenkler erkannte das Potenzial des wachsenden Markts für Ansichtskarten und widmete sich mit aller Energie der Verbesserung der hierfür verwendeten Reproduktionsverfahren. Die kaufmännische Leitung des Unternehmens übernahm Gustav Jährig aus Leipzig. Der sich einstellende Erfolg führte dazu, dass weitere Räume angemietet werden mussten, die sich bald auf fünf verschiedene, räumlich getrennte Standorte erstreckten.
1901 konnte das Grundstück Eichstädtstraße 11 im Stadtteil Stötteritz erworben werden, auf dem bis 1904 der erste Bauabschnitt eines eigenen Fabrikgebäudes errichtet wurde. 1903 kam der Dresdner Max Hoffmann als Teilhaber des Unternehmens hinzu.

### Die Blütezeit
In der Fabrik an der Eichstädtstraße (Karte) konnten sämtliche Arbeiten vom Entwurf, der Aufnahme, den Klischees über den Druck bis hin zur Bindearbeit in einem Haus koordiniert werden, und sie wurde weiter ausgebaut. 1909 waren über 700 Arbeiter angestellt. Der Maschinenpark bestand aus etwa 130 Druckpressen, und pro Woche gingen zwei bis drei Millionen Ansichtskarten in den Versand. Zweigniederlassungen oder Vertretungen gab es unter anderem in Dresden, Hamburg, Brüssel und Den Haag. Die Verbindung zur Kundschaft hielten Reisende. Das Unternehmen verfügte über einen Bestand von 25.000 verschiedenen Mustern und Ausführungen von Ansichtskarten, wobei Städteansichten mit Abstand das Gros bildeten. Zur Beschaffung der Aufnahmen bereisten im Sommer acht bis zehn Landschaftsfotografen die schönsten Punkte des In- und Auslands. Es wurden aber auch Druckaufträge mit vorgegebenen Motiven ausgeführt.

Die Graphische Kunstanstalt Dr. Trenkler & Co. in der Leipziger Eichstädtstraße
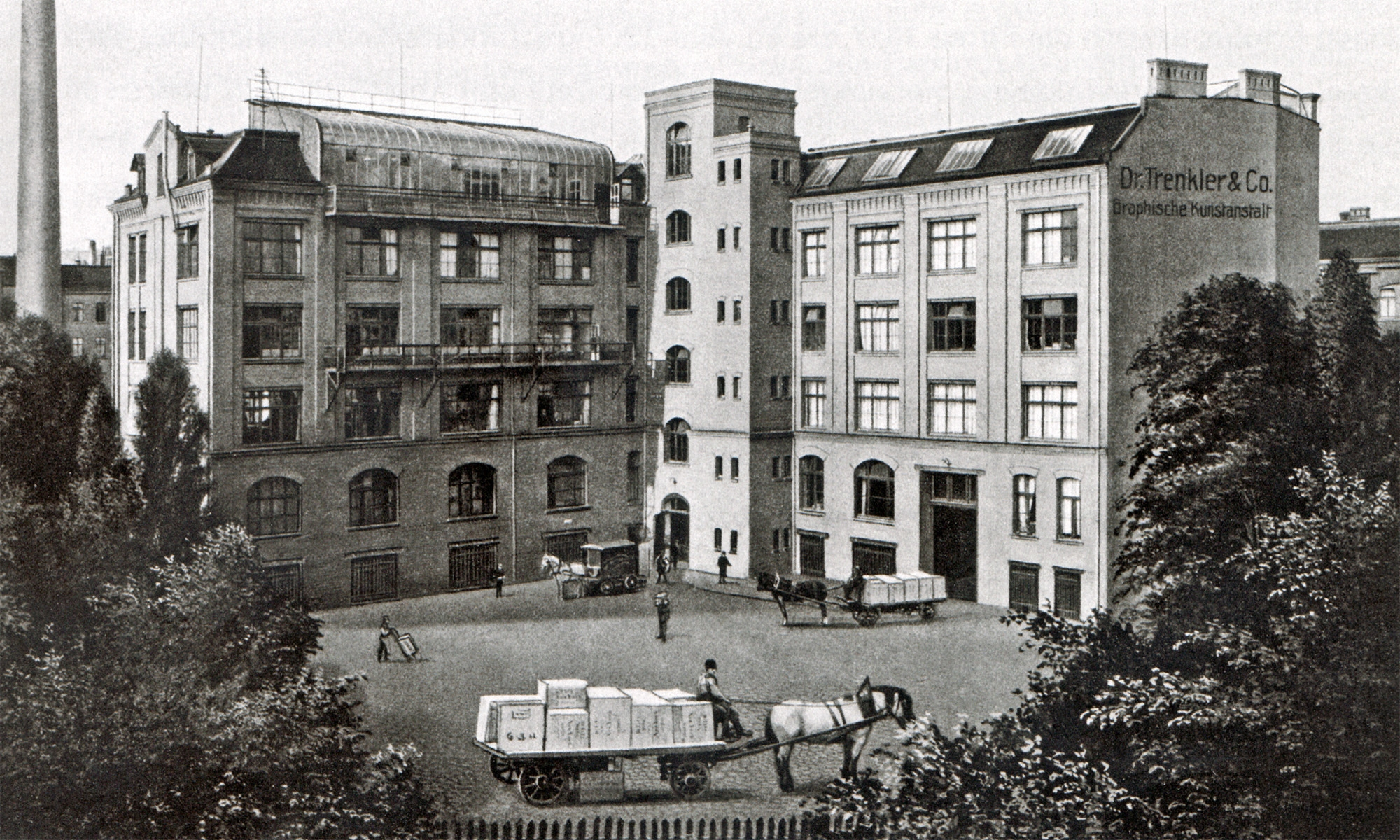
Hofansicht 1909
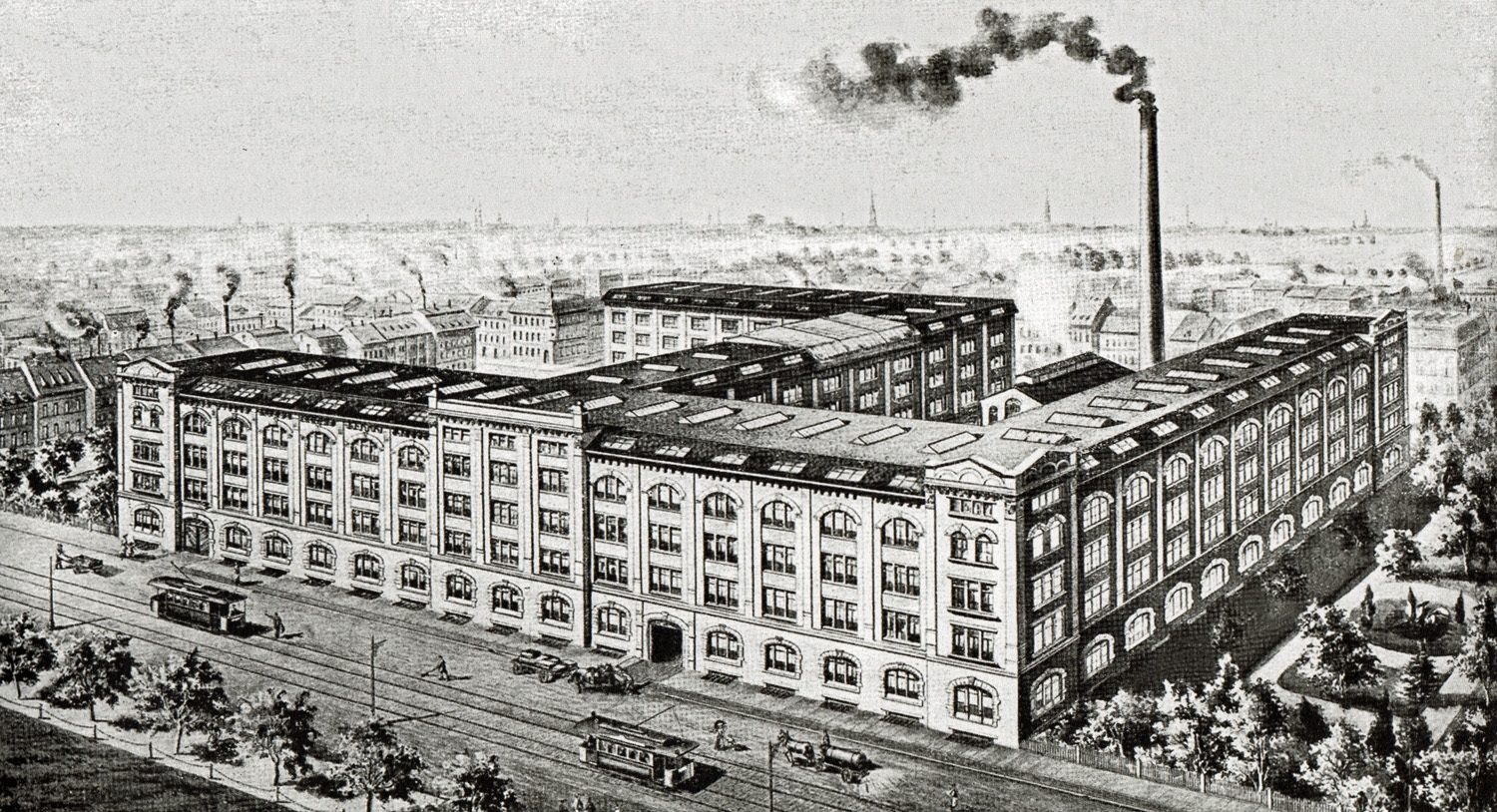
Vogelschau 1923
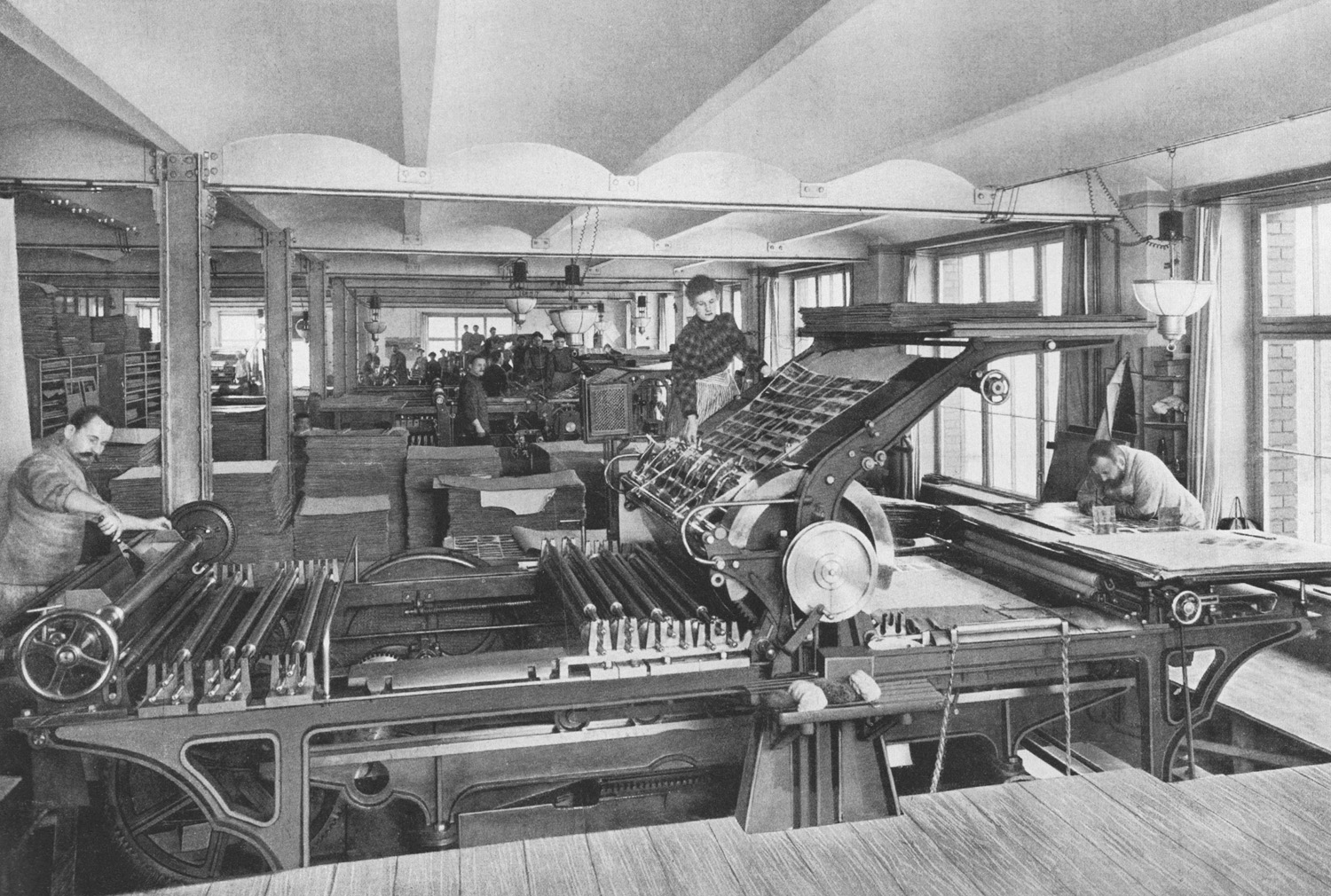
Steindruckerei
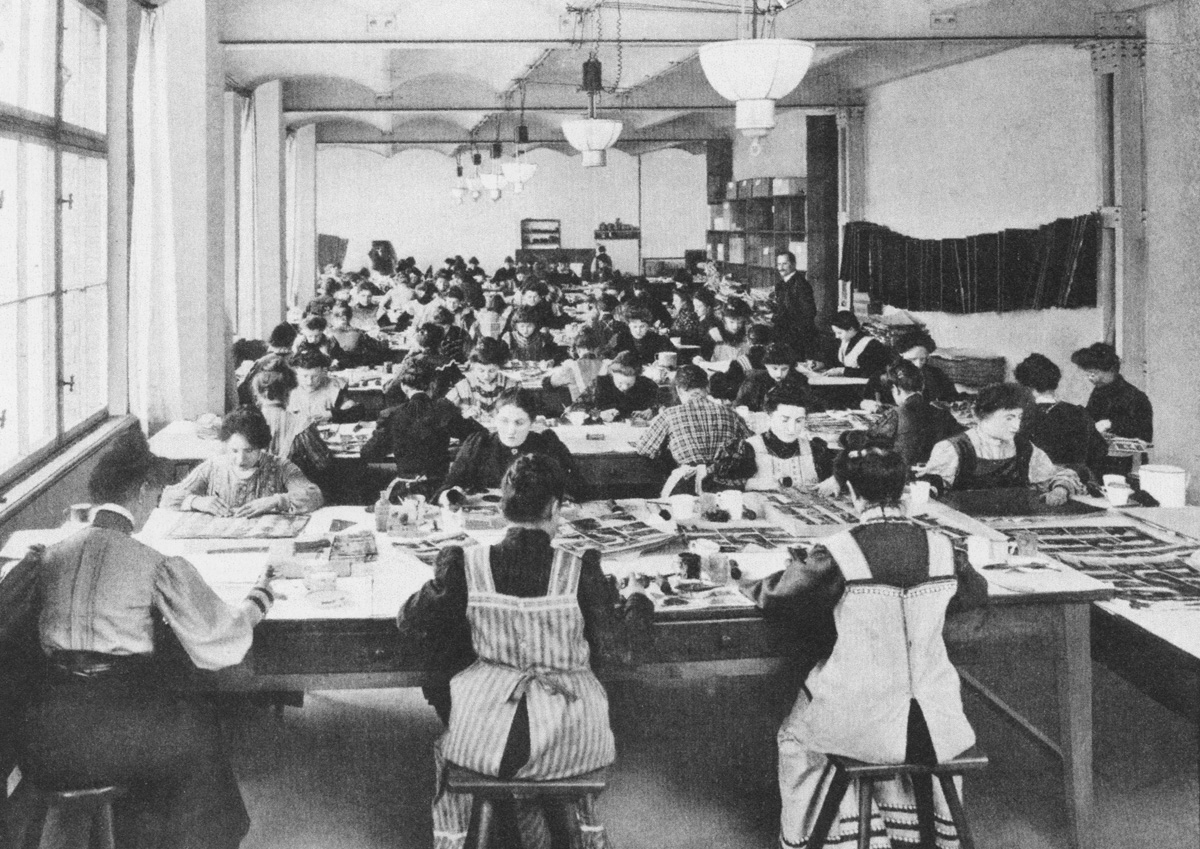
Koloriersaal
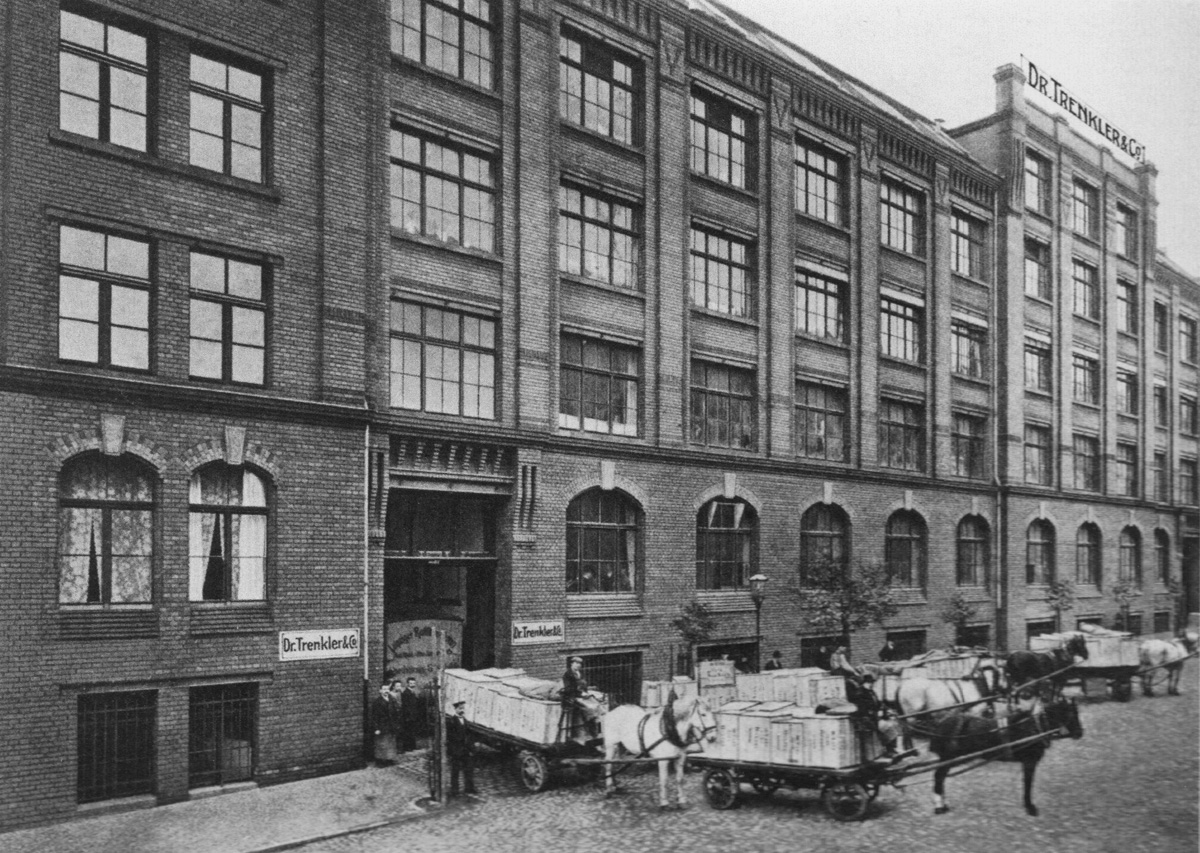
Straßenfront an der Eichstädtstraße

Für 1909 werden folgende Abteilungen des Unternehmens mit ihren Eckpunkten angegeben:
- Fotografisches Atelier: Für Kataloge, Musterbücher und Ähnliches können bei künstlichem Licht Aufnahmen bis zu 1 m × 1 m angefertigt werden.
- Negativretusche: Dunkelkammer, Negativ- oder Positivretusche an Platten oder Kopien.
- Zeichenatelier: Hier werden dekorative Rahmen für Ansichtskarten gezeichnet, aber auch als besondere Spezialität des Hauses hochperspektivische Darstellungen in Formaten bis zu 7 m Breite.
- Koloriersaal: 70 bis 100 Arbeiterinnen kolorieren von Hand mittels Schablonen bis zu 20.000 Ansichtskarten pro Tag.
- Andruckerei: Auf zehn Steindruckpressen werden neue Motive zur Kontrolle ihrer Wirkung erstellt.
- Steindruckerei: Auf 28 Schnell- und Handpressen können täglich 30.000 großformatige Bögen vorwiegend von Ansichtskarten im foto-chromolithografischen Verfahren hergestellt werden.
- Lichtdruckerei: Vierzehn große Pressen stellen täglich bis zu 12.000 Bögen an Ansichtskarten im Einfarben- oder Duplexdruck her.
- Lithografisches Atelier: Über 60 Lithografen sind in diesem Saale mit Vorarbeiten für den Farbendruck beschäftigt.
- Atelier für Autotypien: Hier werden Klischees für den Eigen- und auch den Fremdbedarf in Abmessungen bis zu 1 m × 1 m hergestellt.
- Dreifarbenätzerei: Chromolithografen führen die Ätzungen für den Buntdruck von Ansichtskarten aus.
- Buchdruckerei: An 21 Schnellpressen können pro Tag 130.000 bedruckte Bögen größten Formats hergestellt werden, Dreifarbendruck ist möglich.
- Buchbinderei: Außer dem klassischen Binden buchähnlicher Werke findet hier das automatische Schneiden und Stapeln der 78 Einzelkarten aus je einem Großbogen statt.
- Expedition: Aus einem riesigen Kartenvorratslager, in das die Karten nach einer Einzelqualitätskontrolle gelangen, werden die erforderlichen Kartensendungen zusammengestellt.
- Papierlager und Packerei: Der Papiervorrat im Keller im Wert von etwa 200.000 Mark reicht für acht bis zehn Tage und erfordert ständigen Nachschub. Der Versand wird in Holzkisten verpackt, die für Übersee mit Blech ausgeschlagen sind.
- Hauptkontor: 50 kaufmännische Beamte besorgen Buchhaltung und Kassenführung. Täglich gehen rund 500 Briefe ein.
- Verlagskontor: Das Kontor verwaltet das weltumfassende Ansichtskartengeschäft einschließlich Aufnahmenbeschaffung, Motivverwaltung und Kartenabsatz. Ihm obliegt auch die Herausgabe von industriellen Werbepublikationen. Für die Publikation neuer Erzeugnisse der Kunst und des Kunstgewerbes existiert ein formal selbständiges Unternehmen unter der Firma Moderner Kunstverlag Dr. Trenkler & Co.

Trenkler-Ansichtskarten
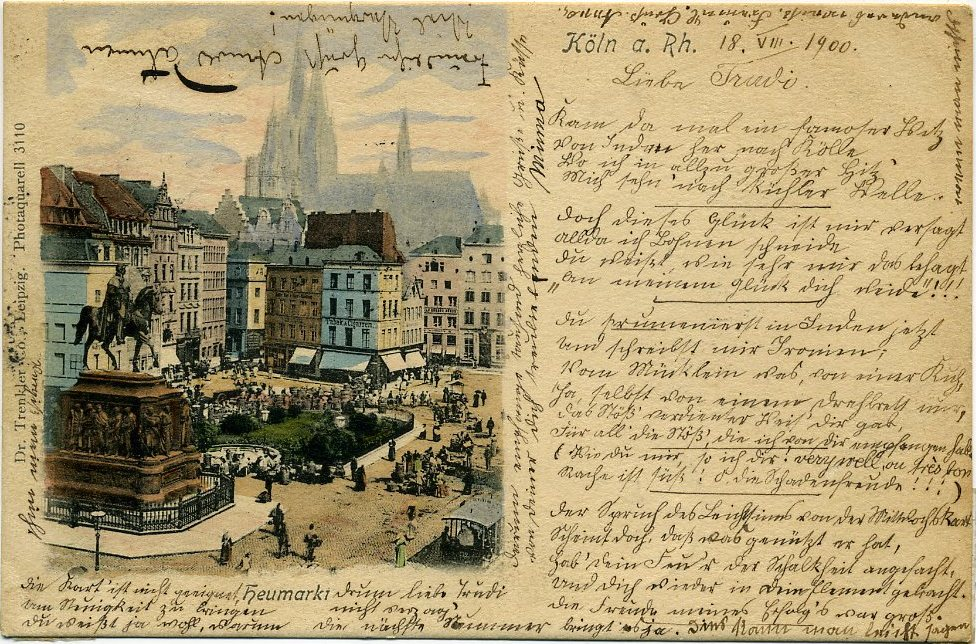
Heumarkt in Köln (Fotoaquarell)
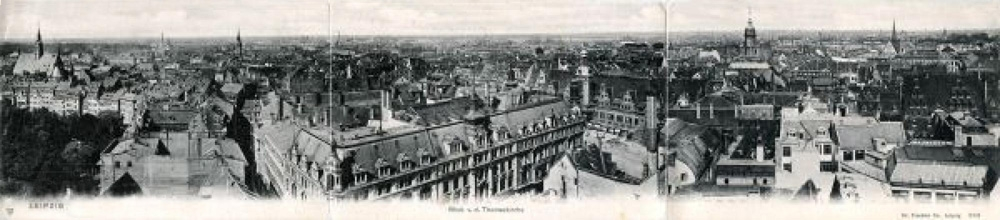
Blick von der Thomaskirche in Leipzig (faltbare Ansichtskarte, Lichtdruck)
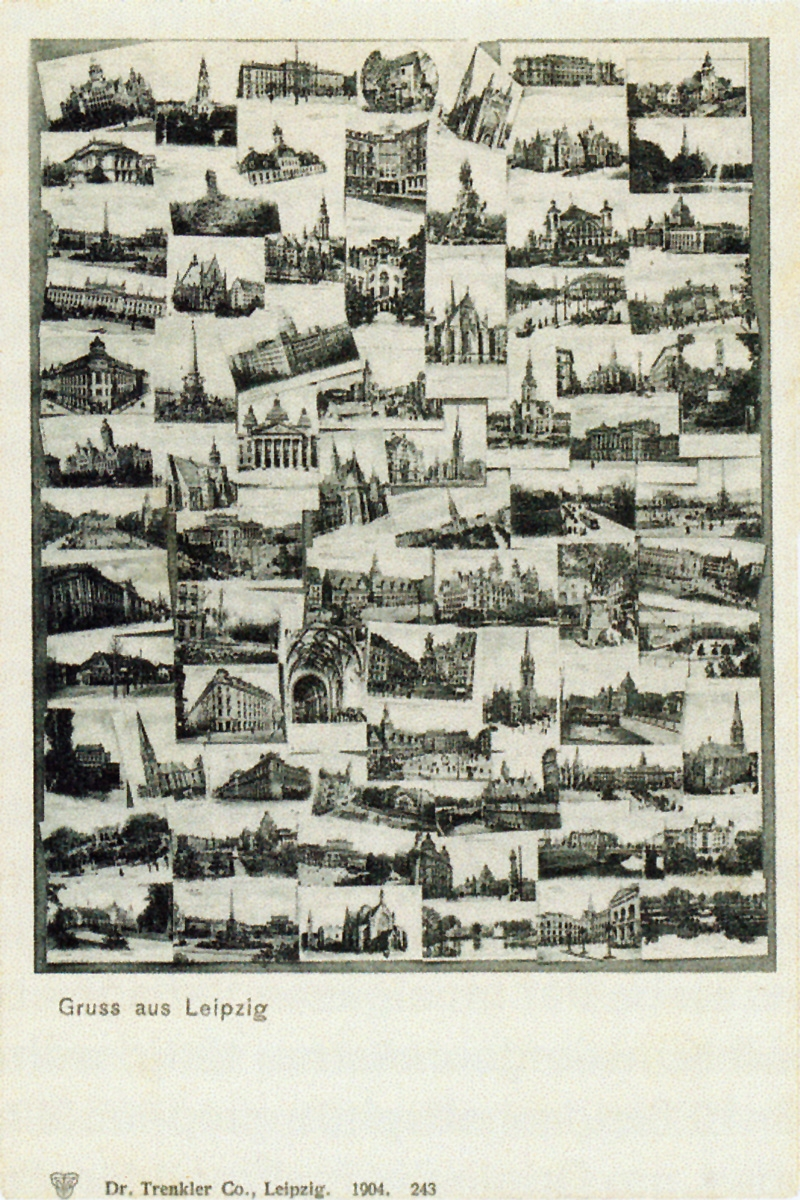
Potpourrikarte mit 75 Leipziger Motiven
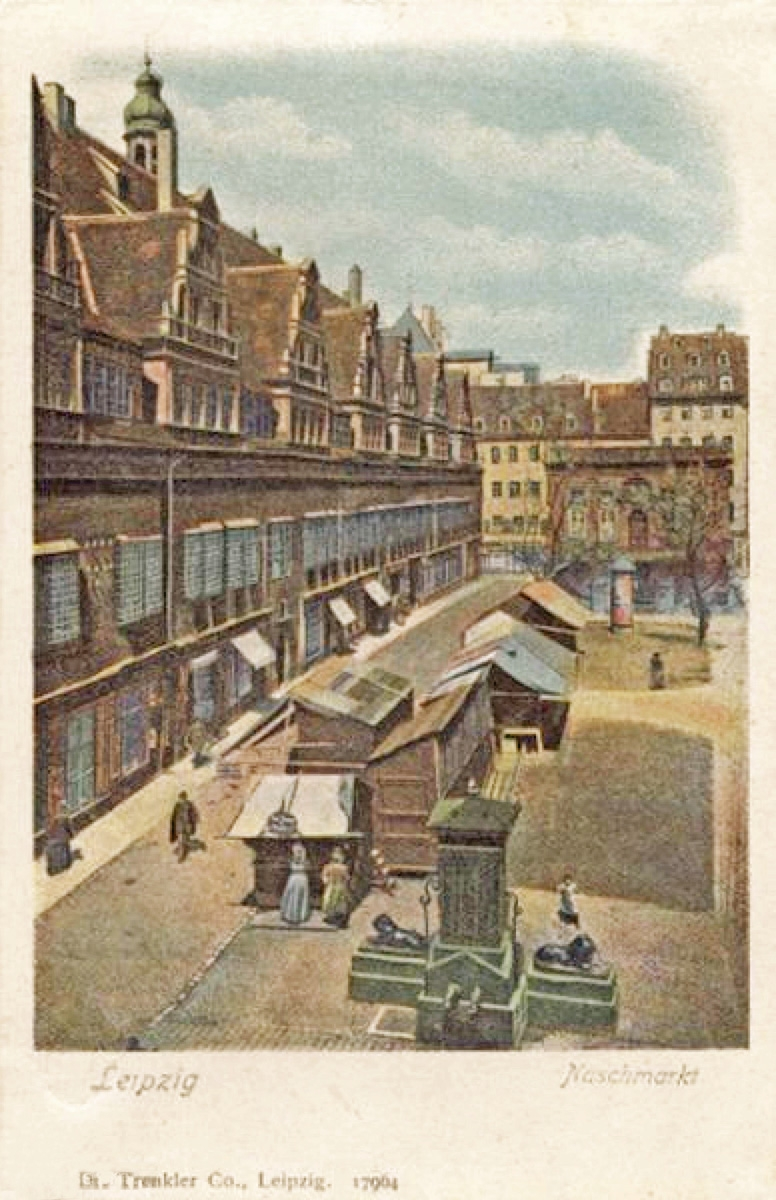
Leipziger Naschmarkt (Lithografie)
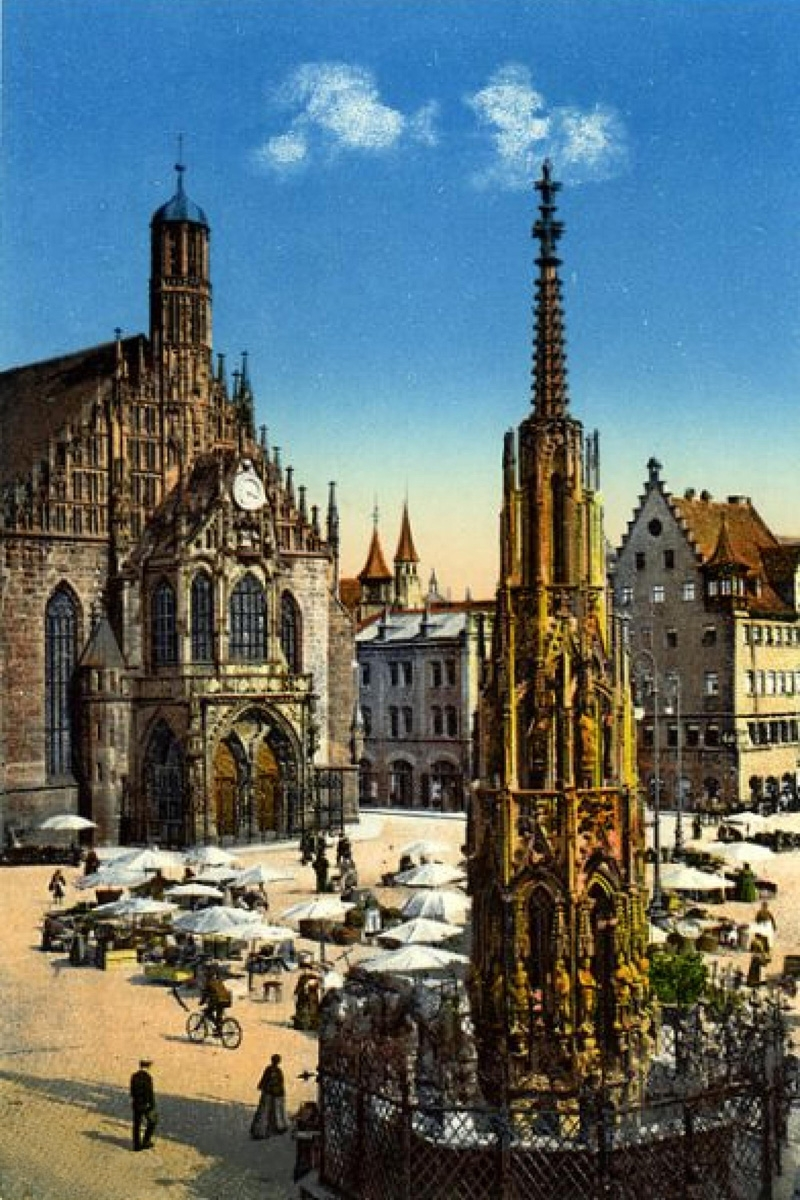
Hauptmarkt in Nürnberg (Chromolithografie)

Die hohe Qualität seiner Erzeugnisse brachte dem Unternehmen zahlreiche Ehrungen und Anerkennungen ein: eine Goldmedaille auf der Internationalen Photographischen Ausstellung Dresden 1909, zwei Ehrendiplome auf der Weltausstellung Brüssel 1910, den königlich sächsischen Staatspreis auf der Internationalen Hygiene-Ausstellung Dresden 1911 und die sächsische Staats-Ehrenurkunde auf der Ausstellung für das gesamte Lichtbildwesen Leipzig 1922. Bei der Internationalen Baufach-Ausstellung (IBA) 1913 in Leipzig hatte die Kunstanstalt Dr. Trenkler & Co. das alleinige Fotorecht für die gesamte Ausstellung zugesprochen bekommen. Das Unternehmen besaß von der griechischen Regierung das Monopol für Postkarten mit griechischen Ansichten.

### Der Niedergang
Bruno Trenkler starb am 10. September 1926 und wurde auf dem Leipziger Südfriedhof beigesetzt. In den folgenden Jahren muss es zu Teilungen des Unternehmens gekommen sein, denn 1931 wurde im Genossenschafts- und Handelsregister neben der Dr. Trenkler & Co. AG an der Eichstädtstraße (Direktor: Wilhelm August Döhrmann) auch eine Trenkler-Postkarte GmbH an der Dessauer Straße 13 (Karte) (Geschäftsführer: Gustav Fehre) geführt. In einer Werbeanzeige der Dr. Trenkler & Co. AG von 1927 wurden Ansichtskarten gar nicht erwähnt.
Des Weiteren deutet das Auftauchen des Unternehmens Dr. Dietz & Ritter GmbH 1931 am Standort Eichstädtstraße 11 darauf hin, dass die großen Produktionsräume bereits nicht mehr von der Dr. Trenkler & Co. AG ausgelastet werden konnten. Die Dr. Dietz & Ritter GmbH war ein Vorläufer der Körting Radio Werke, die 1948 zum VEB Funkwerk Leipzig wurden, das den gesamten nach dem Krieg verbliebenen Produktionsbereich belegte.
Ein ebenfalls mit dem Geschäftsführer Gustav Fehre genanntes Unternehmen Dr. Trenkler Verlag GmbH saß 1941 im Gebäude Wittenberger Straße 15 (Karte), das der Emil Pinkau & Co AG gehörte. Auch im Adressbuch von 1949 wird für das Unternehmen noch diese Adresse angegeben. 1972 wurde ein Unternehmen Pinkau & Trenkler vom VEB „Interdruck“ Graphischer Großbetrieb Leipzig übernommen.

## Weiterer Forschungsbedarf
Ebenso wie die zur Zeit des Ersten Weltkriegs von belgischen Verlagen vertriebenen Feldpostkarten oder denjenigen von deutschen Verlagen wie „[...] Dr. Trenkler & Co., C. Hünich / Berlin-Charlottenburg, Friedrich Stünkel / Elberfeld, [...] Feldbuchhandlung der 4. Armee“ und anderen wie dem Hannoverschen Kunstverlag Heinrich Carle ist „[...] eine genaue Untersuchung solcher Verlage“ und deren „[...] wissenschaftliche Bedeutung“ hinsichtlich der Geschichte des Ersten Weltkriegs trotz der von C. Brocks 2009 veröffentlichten Schrift Zwischen Heimat und Front bisher „[...] nicht in Detail erforscht.“